# Malu (gemeente)
Malu is een Roemeense gemeente in het district Giurgiu.
Malu telt 2556 inwoners.